# Acrostaurus
Acrostaurus är ett släkte av svampar. Acrostaurus ingår i divisionen sporsäcksvampar och riket svampar.